# Autoroute A711 (France)
L’autoroute A711 est une autoroute antenne de l’A71.
Radio Vinci Autoroutes (107.7FM) fonctionne sur l'A711 secteur ASF. L'A711 fait partie sur le réseau ASF de la zone EST.

## Caractéristiques
- Autoroute gratuite (payante après la sortie 1.4 vers A89)
- 2 × 2 voies
- 12 kilomètres de longueur
- Vitesse limite maximale de 130 km/h (traversée de Clermont-Ferrand 110 ou 90 km/h)
- Gérée par la Direction interdépartementale des Routes Massif Central puis par ASF après la sortie 1.4.

## Histoire
L’A711 s’appelait auparavant A720 sur l’ensemble de son parcours (alors antenne de l’A72) ou RN 89 à partir de la sortie 1.3 jusqu’à son terminus ouest.
Elle a également fait partie de l’A72.

## Échangeurs de l'A711
Une décision interministérielle du 14 janvier 2022 considère la section comprise entre l'avenue de l'Agriculture et l'échangeur A71/A75/A711 comme faisant partie de la route nationale 89.
- Continuité de l’avenue de l’Agriculture ,M 766
- Fin N 89 Km 56,1
- : Les Ronzières (quart-échangeur sens ouest-est uniquement, km 56)
- : Aulnat, Gerzat, Zone industrielle du Brézet par RM 766 (quart-échangeur sens est-ouest uniquement, km 55,9)
- 1.1 Boulevard Jacques-Bingen : RM 771, ville desservie Clermont-Ferrand par le Boulevard Jacques-Bingen[2] (km 55,5)
  -  1.1a : Le Brézet, Aéroport d’Aulnat (quart-échangeur sens est-ouest uniquement)
  -  1.1b : La Pardieu, C.H.R.U. (quart-échangeur sens est-ouest uniquement)
- Début N 89 Km 55 https://www.google.com/maps/@45.7747093,3.1401973,3a,75y,306.83h,89.49t/data=!3m6!1e1!3m4!1s-kr_wXDcb0SNm8pB2V1oxQ!2e0!7i16384!8i8192?entry=ttu
- Début A711 Km 1
- Échangeur entre A75, A71 et A711 (accès vers A75 sens est-ouest uniquement, km 1)
- 1.2 : ville desservie Lempdes-centre (demi-échangeur, sens ouest-est uniquement, km 3)
- 1.3 : Lempdes Zone d’activités par M 766 (demi-échangeur, entrée vers A89 / sortie vers Clermont-Ferrand, km 4,5)
- 1.4 : ville desservie Pont-du-Château, Lempdes quartiers Est par la bretelle A712 (km 6)
- Échangeur entre A89 et A711 : devient A89 ex-A72 (km 12 S)

### Autoroute A712

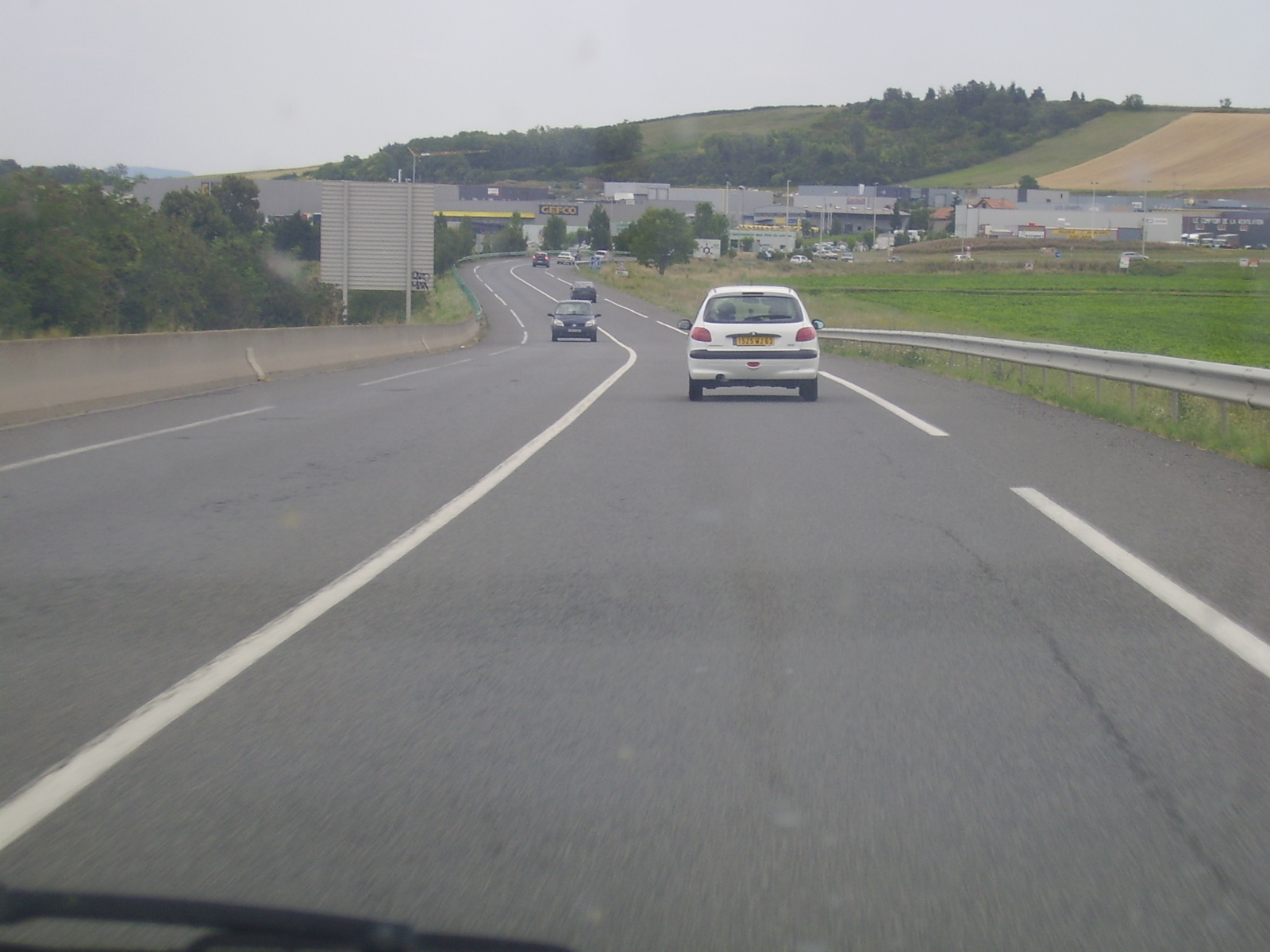
Autoroute A712 en 2009.

L’autoroute A712 est une courte autoroute de 1 km reliant l’A711 (sortie 1.4) au rond-point de Champ Lamet (RM 52/RM 2089/RM 766).
Bien qu’étant une autoroute, elle est aménagée avec des caractéristiques réduites : 2 × 1 voies, vitesse limitée à 80 km/h.

## Sites remarquables
- Ville de Clermont-Ferrand

## Lieux sensibles
- Bouchons à l’entrée de Clermont-Ferrand.